# Cand.scient.san.
cand.scient.san. (latin: candidatus/candidata scientiarum sanitatis) er betegnelsen for en person, der er indehaver af en kandidatgrad inden for det sundhedsfaglige område fra Københavns Universitet, Syddansk Universitet eller Aarhus Universitet.